# La Science du Disque-monde II : Le Globe
 (mai 2019).
Si vous disposez d'ouvrages ou d'articles de référence ou si vous connaissez des sites web de qualité traitant du thème abordé ici, merci de compléter l'article en donnant les références utiles à sa vérifiabilité et en les liant à la section « Notes et références ».
La Science du Disque-monde II : Le Globe est un livre coécrit en 2002 par l'écrivain britannique Terry Pratchett et par les scientifiques Ian Stewart et Jack Cohen.
Ce livre fait suite à La Science du Disque-monde et précède La Science du Disque-Monde III: L'Horloge de Darwin. Comme pour tous les livres de cette tétralogie, ce tome est illustré par Paul Kidby. Il est traduit en français par Patrick Couton et Lionel Davoust et est édité aux éditions L'Atalante.
Ce livre alterne entre histoires rocambolesques caractéristiques du Disque-monde et exposés de vulgarisation scientifique. On y retrouve à nouveau les mages de l'Université invisible, observant les évolutions de l’aberration créée lors de l'une de leurs expériences, un monde sphérique, sans magie et soumis à la causalité : notre planète terre.
Alors que le premier tome abordait les origines de l'univers, de la terre et de la vie, ce deuxième tome traite de l'évolution de l'espèce humaine : qu'est-ce qui distingue l'homme de l'animal ? Qu'est-ce que la conscience ? Comment expliquer son émergence ? Le propos central de ce livre est que notre compréhension du monde est soumise à sa mise en récit. Dans les passages fictionnels du livre, cela est représenté par un élément magique, le pendant imaginaire de nos éléments chimiques; le Narrativum. Les sections scientifiques suggèrent quant à elles que, plutôt que de parler d' Homo sapiens (homme sage), il faudrait désigner les membres de notre espèce comme des Pan narrans, soit des « chimpanzés conteurs ».

## Résumé
Dans ce tome, les Mages de l'Université invisible sont, se montrant ainsi à la hauteur de leur maladresse légendaire, accidentellement transportés sur le Globe-monde durant l'ère élisabéthaine (Globe-Monde qui n'est que notre planète Terre, créée... accidentellement par les mages). C'est l'occasion pour eux de découvrir l'existence des êtres humains sur le Globe-Monde ; dans le tome précédent, ils avaient déjà déterminé que  quelque-chose échapperait à l'ère glaciaire en gagnant les étoiles grâce à un ascenseur spatial, sans pour autant savoir quelle espèce y parviendrait. De retour à l'Université invisible, Sort, leur machine pensante, informe les membres restants de l'Université (Cogite Stibons, le bibliothécaire, et Rincevent, professeur de géographie insolite et cruelle) du changement du cours de l'Histoire, et de l'échec des êtres-humains dans la conquête de l'espace. À l'origine probable de ces bouleversements, une infestation d'elfes se nourrissant de l'imagination des êtres-humains et les encourageant à redouter l'obscurité et les créatures qui l'habitent.
Les Mages remontent alors le temps pour éradiquer l'influence elfique, ce qui ne fait qu'aggraver la situation : les terriens ne sont désormais plus superstitieux, mais ne sont plus doués de créativité non plus. Dans le nouveau XVIIe siècle engendré par cette aventure temporelle, les humains en sont encore à l'Âge de pierre. Rincevent suggère alors de voyager de nouveau dans le temps, en ayant pour intention de donner naissance dans laquelle William Shakespeare écrit Le Songe d'une nuit d'été. Cet accomplissement est représentatif d'une nouvelle manière de penser, l'imagination humaine étant alors assez sophistiquée pour pouvoir raconter des histoires à propos d'autres histoires. Les elfes étant maintenant perçus comme des créatures de contes pour enfants, leur domination sur le Globe-Monde s'achève.

## Thèmes abordés
La section scientifique de l'ouvrage avance une explication, magie mise à part, sur l'origine du développement de l'humanité et des sciences : les humains, dont l'imagination peuplait l'obscurité de monstres et de terreurs, en vinrent à créer une histoire dans laquelle il y avait une source de lumière rassurante, pour ensuite faire de cette histoire une réalité. Alors que le Globe-Monde, comme expliqué dans le premier tome, ne contient pas de Narrativum, la croyance humaine en sa nécessité a créé quelque-chose de très similaire.
Le livre se conclut ainsi : « [les histoires] que nous détenons nous ont fait parcourir beaucoup de chemin. Bien des êtres sont intelligents, mais un seul raconte des histoires. Nous, Pan narrans. Et Homo sapiens, alors? Ah, ce serait une excellente idée... »